# Cine Teatro Cuiabá
Cine Teatro Cuiabá é um teatro em Cuiabá, capital de Mato Grosso. Inaugurado em 23 de maio de 1942 no governo de Júlio Müller está localizado na Avenida Presidente Getúlio Vargas no centro da cidade, sendo um dos cartões postais mais importantes da capital Mato-grossense.
Projetado pelo engenheiro Cássio Veiga Sá, atualmente é um local de manifestações artísticas e exposições de filmes.

## História
O Cine Teatro Cuiabá se firmou como um dos mais importantes marcos culturais da história da capital mato-grossense. Nos primeiros anos de sua criação, devido à sua estrutura moderna e inovadora, foi um dos prédios mais relevantes do período, possuindo arquitetura art déco e tomando o lugar do antigo Cine Parisien.

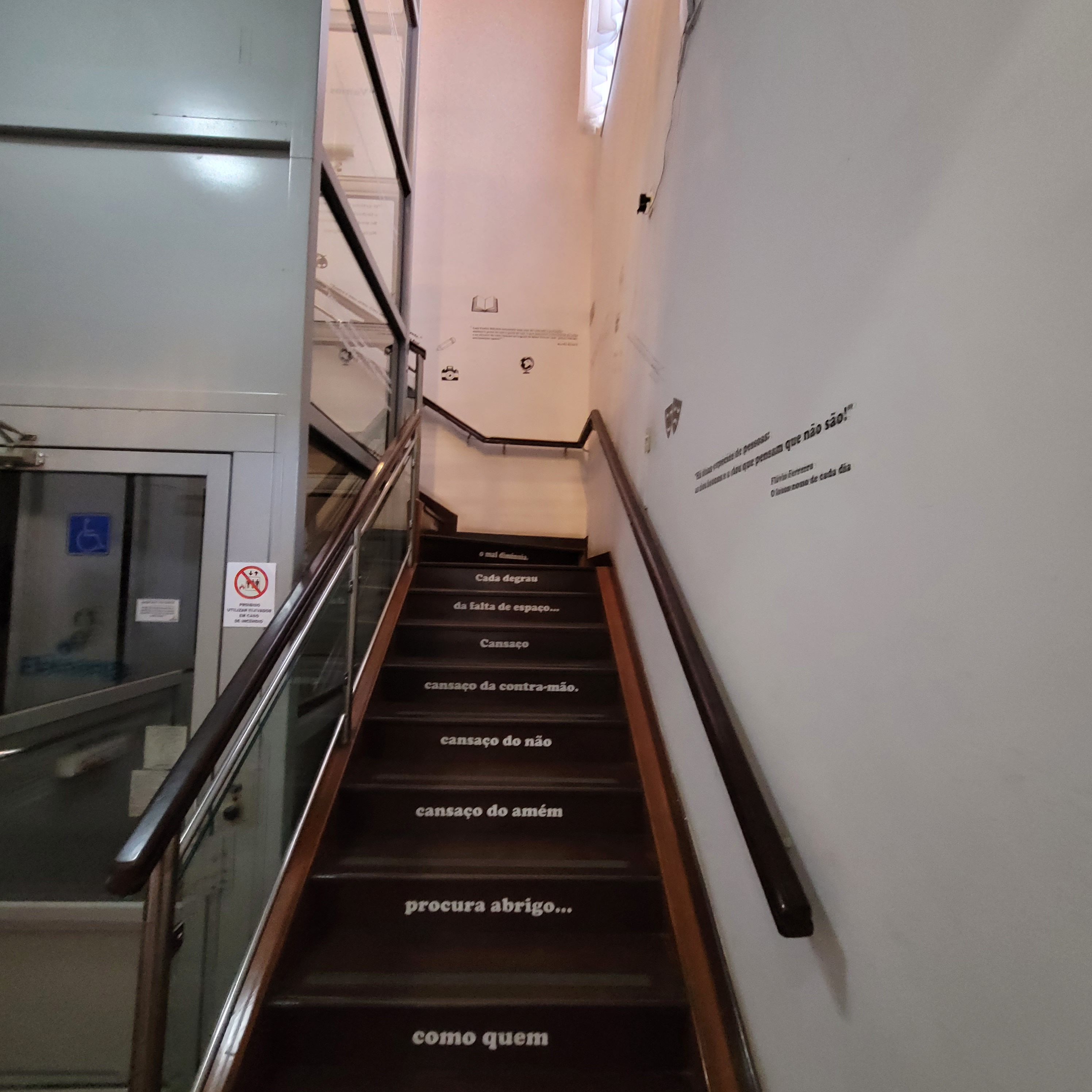
Escadaria Cine Teatro

A construção do local veio a partir de um pedido popular, já que moradores de Cuiabá necessitavam de um local de exibição de filmes, que no período eram muito mais raros e limitados, antes mesmo de ser pensado pelo interventor de Mato Grosso, Júlio Strübing Müller.
Com a intenção de trazer melhorias para a região, durante o que ficou conhecido como “Marcha para o Oeste”, o interventor solicitou recursos financeiros para realizar diversas construções na capital, intitulado como “obras oficiais", dentre elas o Liceu Cuiabano, a Residência dos Governadores, o Grande Hotel de Mato Grosso e o Cine Teatro.
Algum tempo depois, criou-se uma expectativa muito grande sobre a inauguração do Cine Teatro, tanto que ganhou espaço nos jornais da época e levando à organização de uma enquete para escolher o nome do novo local.

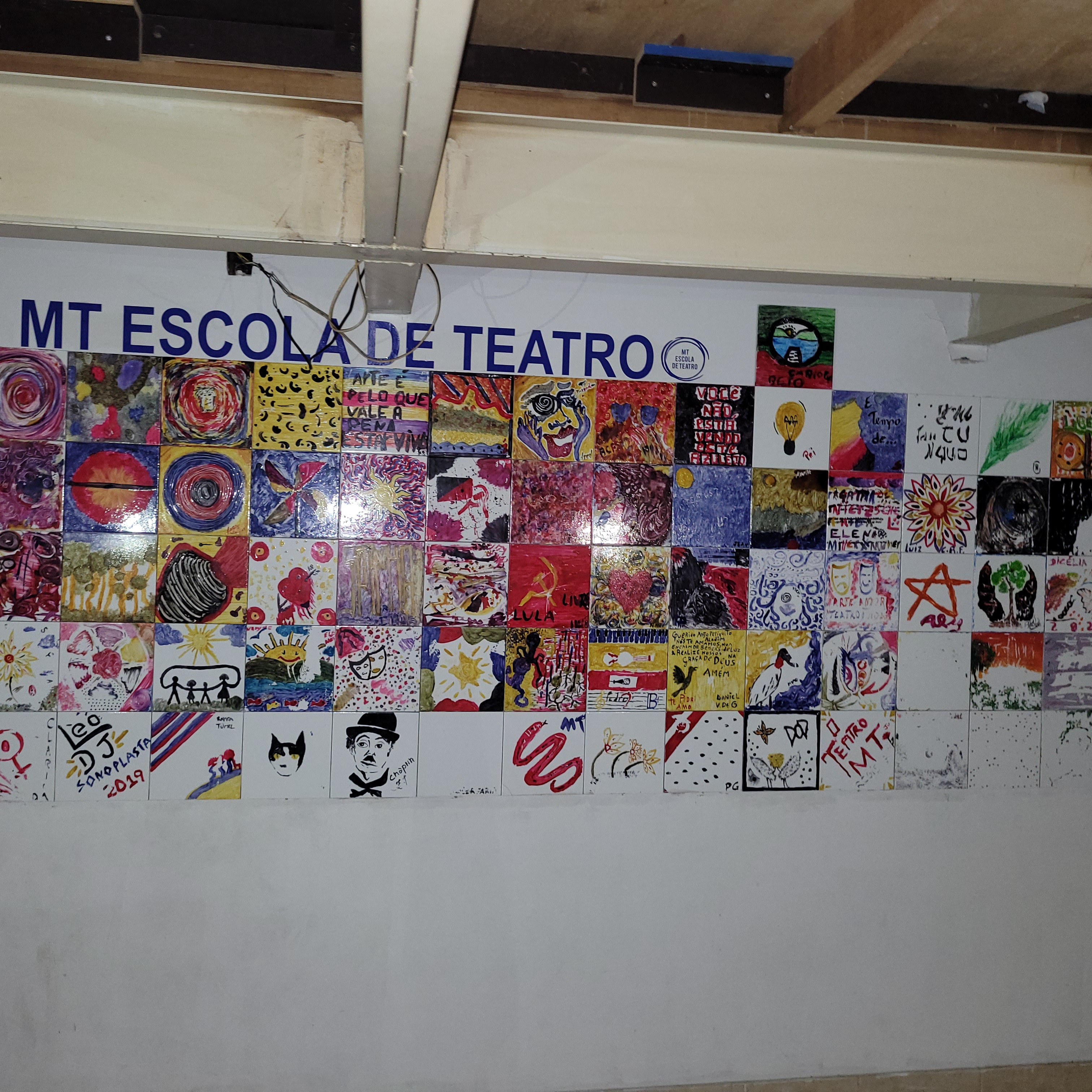
Pinturas Camarim

Parte da ansiedade era motivada pelo primeiro filme que seria exibido. Apenas no dia da estreia o título foi revelado: “A Noiva que Caiu do Céu”, do norte-americano William Keighley. Este foi o primeiro filme sonoro a ser exibido na cidade de Cuiabá. Desde então, muitos outros filmes nacionais e internacionais foram lançados no espaço.
Na década de 80 do século XX começam a surgir os primeiros problemas relacionados à administração do local, especialmente pela popularização dos filmes pornográficos, que acabaram se tornando a maioria das exibições do Cine Teatro. Isso acabou modificando a imagem não só do Cine Teatro, como de toda a região onde ele se localiza, o que levou ao fechamento do local por alguns anos.  Ainda assim, no ano de 1984 o local foi tombado como Patrimônio Histórico, publicado na Portaria n°30/31/84.
Acreditava-se que seria o fim do Cine Teatro, mas em 2003, o governador de Mato Grosso, Blairo Maggi, iniciou obras para a reinauguração do espaço. Isso ocorreu no ano de 2009 e ele permanece aberto até os dias de hoje .

## Estrutura

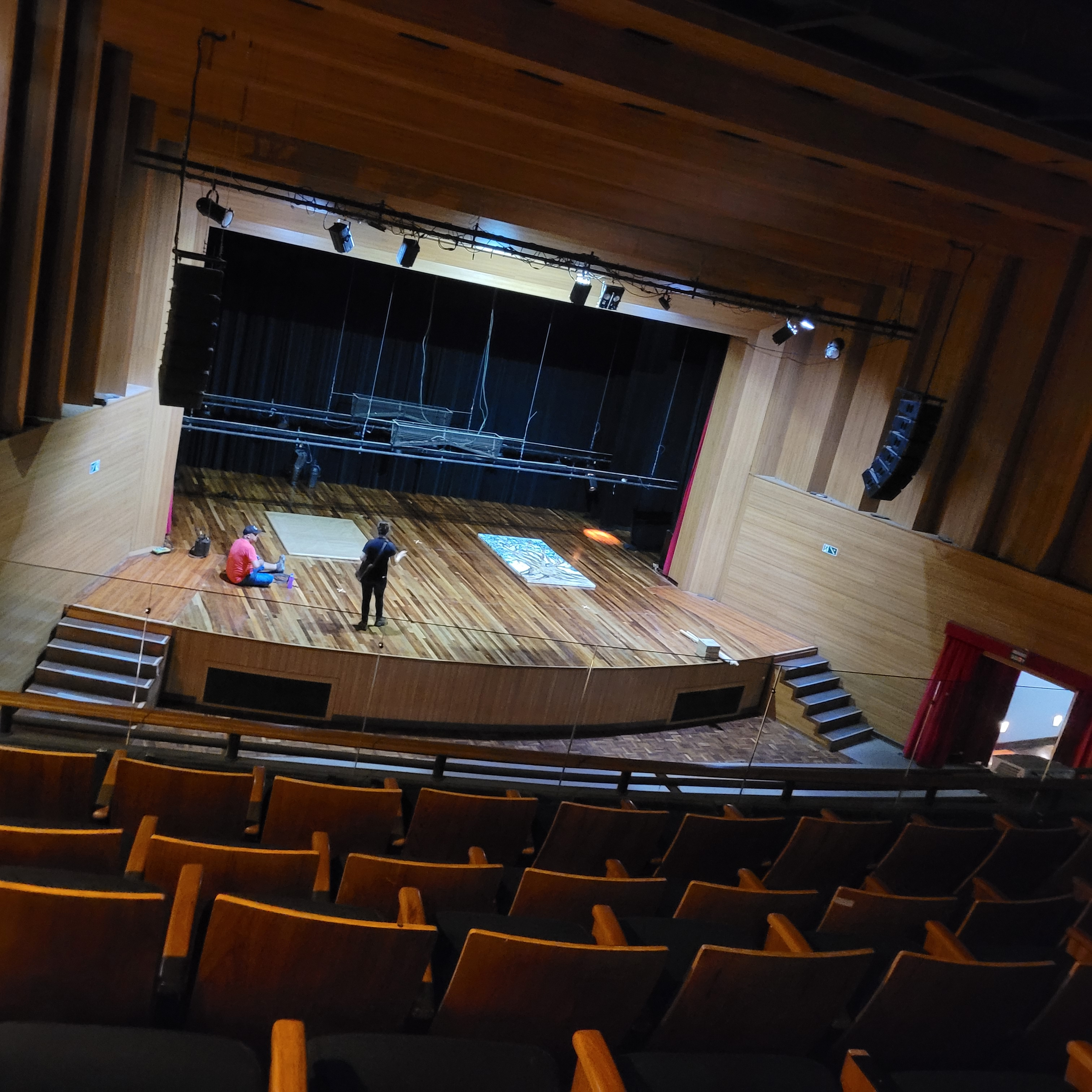
Teatro

O prédio tem 1.182m2 de área, com dois locais para apresentação, sendo um palco italiano o principal com 510 lugares e a sala Anderson Flores (antiga sala de chá), que possui capacidade para 80 pessoas. O Cine Teatro também possui 2 salas de administração, 3 camarins e a cafeteria Foyer Café.

## Projetos
O Cine Teatro possui dois projetos para a população: A Escola vai ao Cine, é um projeto idealizado para que os estudantes de escolas públicas e privadas de Cuiabá e Várzea Grande possam agendar visitas; o projeto MT Escola de Teatro, que oferece, de maneira gratuita, curso superior de Tecnologia em Teatro.

## Destaques
Flor Ribeirinha - Dança Tradicional
Grupo de música e danças populares brasileiras enfatizando manifestações tradicionais mato-grossenses.
Ballet Caroline
Uma associação de direito privado sem fins lucrativos, de reconhecida utilidade pública municipal e qualificada como Organização Social, pelo Governo do Estado de Mato Grosso.
Notre Dance
Evento realizado todos os anos por bailarinos não profissionais do Colégio Notre Dame de Lourdes em Cuiabá.
Espaço Roda
Projeto que dá oportunidade de vivências em dança no Espaço Roda, oferecido aos alunos do Roda, como uma opção de aprimoramento artístico.

## Administração
Atualmente, o Cine Teatro Cuiabá, por meio de um contrato, é de responsabilidade da administração da Associação Cultural Cena Onze.